# Ma Jian
Ma Jian (förenklad kinesiska:马建; traditionell kinesiska:馬建; pinyin: Mǎ Jiàn), född 18 augusti 1953 i Qingdao, är en kinesisk författare.
Sedan några av hans verk blivit förbjudna i Kina flyttade han 1986 till Hongkong. 1997 flyttade han till Tyskland och två år senare till England där han nu bor i London med sin partner och översättare, Flora Drew.

## Författarskap
Ma blev uppmärksammad med en novellsamling (översatt till engelska Stick Out Your Tongue, 2006) med berättelser som utspelas i Tibet. Boken förbjöds i Kina som en "vulgär och obscen bok som kränker bilden av våra tibetanska landsmän."
Reseskildringen Rött damm: en resa genom Kina (2001, utgiven på svenska 2007) handlar om hans vandringar genom avlägsna delar av Kina under åren 1983-1986. Den belönades med Thomas Cook Travel Book Award 2002.
Romanen Peking koma (2008) skildrar protesterna på Himmelska fridens torg 1989 från synvinkeln av den fiktive Dai Wei som hamnar i koma efter den våldsamma avslutningen av protesterna. Berättarperspektivet fungerar som en metafor för möjligheten att minnas och oförmågan att agera. Även denna bok blev förbjuden i Kina.
Den kinesiska regimen förbjöd Ma att återvända till Kina år 2011. I april 2012 deltog Ma i Bokmässan i London och protesterade mot den kinesiska regimen och kinesiska bokförläggare genom att med röd färg måla ett kors över sitt ansikte och på ett exemplar av sin förbjudna bok Peking koma.